# Spin (журнал)
Spin — американський музичний журнал. Заснований в 1985 році, видавцем Бобом Гуччіоне молодшим, він конкурує з іншим великим музичним виданням — Rolling Stone.
У перші роки існування, журнал став відомий своїм широким охопленням музики з упором на коледж-рок і хіп-хопом. Журнал був еклектичним та сміливим, нехай і дещо безсистемним. Spin демонстративно створювався, як національна альтернатива Rolling Stone, з його стилем, орієнтованим на прославлених музикантів. Журнал віддавав важливе місце новим музикантам, таким як R.E.M., Принц, Run-D.M.C., Eurythmics, Beastie Boys, і Talking Heads; на обкладинках він, довгий час, робив ставку на відомих персон, таких як Боб Ділан, Кіт Річардс, Майлз Девіс, Aerosmith, Лу Рід, Том Вейтс і Джон Лі Хукер.

## Історія

### Рання історія
Журнад Spin був заснований у 1985 році Бобом Гуксіоном-молодшим. У серпні 1987 року видавець оголосив, що припинить публікацію Spin, але Гуксіон-молодший зберіг контроль над журналом та продовжив співпрацювати з колишнім президентом MTV Девідом Х. Горовіцом, щоб швидко відродити журнал. За цей час журнал публікувався в Camouflage Publishing під керівництвом Гуксіона-молодшого, який обіймав посаду президента та виконавчого директора та Горовіца як інвестора та директора.
У перші роки Spin був відомий своїм вузьким музичним висвітленням з акцентом на коледж-рок, гранж, інді-рок та на появу хіп-хопу, та практично ігноруючи інші жанри, такі як кантрі та метал. У ньому була представлена національна альтернатива більш орієнтованому на істеблішмент стиль Rolling Stone. У журналі появлялися такі автори-початківці, як R.E.M., Prince, Run-D.M.C., Beastie Boys і Talking Heads на його обкладинках, а також багато розповідав про відомих діячів, таких як Duran Duran, Keith Richards, Miles Davis, Aerosmith, Tom Waits і John Lee Hooker.
На культурному рівні журнал приділяв значну увагу панку, альтернативному кантрі, електроніці, реггі та світовій музиці, експериментальному року, джазу найавантюрнішого типу, зростаючим андеграундним музичним сценам і різноманіттю маргінальних стилів. Такі артисти, як Ramones, Патті Сміт, Blondie, X, Black Flag, колишні учасники Sex Pistols, The Clash, а також ранні рухи панку та нової хвилі були широко представлені в редакційній суміші Spin. Широке висвітлення Spin хіп-хоп музики та культури, особливо редактора Джона Леланда, було помітним у той час.  
Серед редакційних внесків музичних і культурних діячів – Лідія Ланч, Генрі Роллінз, Девід Лі Рот і Дуайт Йоакам. Журнал також повідомляв про такі міста, як Остін, Техас, і Глазго, Шотландія, як культурні інкубатори незалежної музичної сцени. Стаття 1990 року про сучасну сцену кантрі-блюзу вперше привернула увагу Р. Л. Бернсайда. Висвітлення американських карикатуристів, японської манги, вантажівок-монстрів, кризи СНІДу, художників-аутсайдерів, Твін Пікс та інших культурних явищ, які не належать до мейнстріму, відрізняли перші роки журналу. У липні 1986 року Spin опублікував викриття Роберта Кітінга про те, як кошти, зібрані на концерті Live Aid, могли бути використані неналежним чином. Починаючи з січня 1988 року, «Спін» щомісяця публікував серію статей про епідемію СНІДу під назвою «Слова з фронту».
У 1990 році Spin найняв Джона Скіппера на нову посаду директора видавництва та президента, тоді як Гуксіон-молодший продовжував виконувати функції редактора та видавця. На початку 1990-х років Spin зіграв впливову роль в епоху гранжу, показуючи виконавців альтернативного року, таких як Nirvana та PJ Harvey, на своїх обкладинках, коли більш масові журнали часто не визнавали їх.
У 1994 році двоє журналістів, які працювали в журналі, загинули від вибуху міни під час репортажів про боснійську війну в Боснії та Герцеговині. Третій, Вільям Т. Воллманн, був поранений.
У 1997 році Гуксіон-молодший залишив журнал після продажу Spin видавництву Miller за 43,3 мільйона доларів. Новий власник призначив Майкла Хіршорна головним редактором. Партнерство, яке складалося з Робертаом Міллером, Девідом Зальцманом та Квінсі Джонсом, Miller Publishing також володів Vibe, які разом створили Vibe/Spin Ventures. У 1999 році Алан Лайт, який раніше працював редактором Vibe, змінив Хіршорна в Spin.

### Пізні роки
Сіа Мішель була призначена головним редактором на початку 2002 року. З Хіршорном як редактором, за словами Евана Соді з PopMatters, «Spin був одним із найсмішніших, захоплюючих музичних видань, здатних писати про всіх, від Used до Каньє Веста з ентузіазмом і глибокими знаннями жанру». У 2003 році Spin відправив Чака Клостермана, старшого письменника, який приєднався до журналу в 1990-х роках, у подорож, щоб відвідати місця смерті відомих артистів рок-музики, що стало основою його книги 2005 року «Вбити себе, щоб жити: 85%» правдивої історії. Клостерман писав для Spin до 2006 року.
У лютому 2006 року Miller Publishing продала журнал компанії McEvoy Group LLC із Сан-Франциско, яка також була власником Chronicle Books. Ця компанія створила ТОВ «Спін Медіа» як холдингову компанію. Нові власники призначили Енді Пембертона, колишнього редактора Blender, наступником Мішель на посаді головного редактора. Першим і єдиним випуском, який вийшов під редакцією Пембертона, був липневий номер 2006 року, на обкладинці якого була Бейонсе. Пембертон пішов у відставку зі Spin у червні 2006 року, і його змінив Даг Брод, який був виконавчим редактором під час перебування Мішель.
У 2008 році журнал почав публікувати повне цифрове видання кожного номера. До 25-річчя Prince's Purple Rain у 2009 році Spin випустив «всеосяжну усну історію фільму та альбому, а також триб’ют, який можна завантажити безкоштовно», у якому дев’ять гуртів виконують кавер-версії альбому «пісня за піснею».
У березні 2010 року вся колекція попередніх номерів журналу Spin стала доступною для вільного читання в Google Books. Брод залишався редактором до червня 2011 року, коли його змінив Стів Канделл, який раніше працював заступником редактора. У липні 2011 року, до 20-річчя альбому Nirvana 1991 року, Nevermind, журнал випустив триб’ют-альбом, що включає всі 13 пісень, кавер на кожну з яких виконав інший виконавець. Альбом, випущений безкоштовно на Facebook, включав кавер-версії Бутча Вокера, Аманди Палмер і Тіта Андроніка.
У випуску за березень 2012 року Spin перезапустив журнал у більшому форматі, що виходить раз на два місяці, і водночас розширив свою присутність в Інтернеті. У липні 2012 року Spin було продано Buzzmedia, яка згодом перейменувала себе на SpinMedia. Вересень/жовтень 2012 року був останнім друкованим випуском журналу. Він продовжував публікуватися повністю в Інтернеті, а Керін Ганц була його головним редактором. У червні 2013 року Ганца змінив Джем Асвад, якого в червні наступного року змінив Крейг Маркс.
У 2016 році Пуджа Пател був призначений редактором, а Eldridge Industries придбала SpinMedia через Hollywood Reporter-Billboard Media Group за нерозголошену суму. Метт Медвед став редактором у грудні 2018 року.
Компанія Spin була придбана у 2020 році компанією Next Management Partners. Джиммі Гатчесон є головним виконавчим директором, а Деніел Кон – редакційний директор, а засновник Spin Гуччіоне-молодший знову приєднався до журналу як творчий радник.

## Книги
У 1995 році Spin випустив свою першу книгу під назвою Spin Alternative Record Guide. Він зібрав твори 64 музичних критиків про музикантів і гурти, що мають відношення до руху альтернативної музики, причому запис кожного виконавця містить його дискографію та альбоми, перевірені та оцінені від одного до десяти. За словами Метью Перпетуа з Pitchfork Media, у книзі представлені «найкращі та найяскравіші письменники 80-х і 90-х років, багато з яких починали в журналах, але згодом стали головними фігурами музичної критики», зокрема Роб Шеффілд, Байрон Колі, Енн Пауерс, Саймон Рейнольдс і Алекс Росс.  Хоча книга не мала успіху в продажах, «вона надихнула непропорційно велику кількість молодих читачів займатися музичною критикою». Після того, як книга була опублікована, її запис про народного виконавця 1960-х років Джона Фейхі, написана Байроном Колі, допомогла відновити інтерес до музики Фейхі, викликавши зацікавленість звукозаписних компаній і альтернативної музичної сцени.